# Sitanda
Sitanda es una película de drama y aventuras nigeriana de 2006 dirigida por el ganador del Premio de la Academia Africana de Cine Ali Nuhu y escrita por Fidel Akpom. Recibió nueve nominaciones y ganó cinco premios en la tercera edición de los Premios de la Academia de Cine de África en 2007, incluyendo Mejor Película, Mejor Película Nigeriana, Mejor Director y Mejor Guion Original.

## Sinopsis
Ann es una mujer considerada un paria, incluso por su esposo, quien la culpa por todas sus desgracias. Tras ser abandonada por Amanzee, su esposo, Ann decide regresar a casa de sus padres, donde conocerá la verdadera razón por la que su familia ha sido marginada socialmente.
Sitanda, su antepasado, fue secuestrado por una tribu rival y creció siendo un esclavo. Él se enamoró de la también esclava Sermu y a pesar de descubrir su verdadero origen, renuncia a ser un príncipe para casarse con ella.
Amanzee ha recapacitado y regresa con Ann para arreglar su relación.

## Elenco
- Ali Nuhu
- Stephanie Okereke
- Azizat Sadiq
- Ireti Doyle
- Justus Esiri
- Bimbo Manuel